# Ruslan Aslanovich Abazov
Bản mẫu:Eastern Slavic name
Ruslan Aslanovich Abazov (tiếng Nga: Руслан Асланович Абазов; sinh ngày 25 tháng 5 năm 1993) là một cầu thủ bóng đá người Nga. Anh chơi ở vị trí hậu vệ phải cho F.K. Tosno.

## Sự nghiệp

### Spartak Nalchik
Anh ra mắt tại Giải bóng đá ngoại hạng Nga cho P.F.K. Spartak Nalchik vào ngày 27 tháng 4 năm 2012 trong trận đấu với F.K. Krylia Sovetov Samara.

### Rostov
Vào tháng 6 năm 2014, F.K. Rostov thông báo bản hợp đồng Abazov với thời hạn 4 năm.

## Danh hiệu

### Câu lạc bộ
Tosno
- Cúp quốc gia Nga: 2017–18